# Ruth Amiran
Ruth Amiran (hébreu : רות עמירן) née le 8 décembre 1914 à Yavnéel et morte le 14 décembre 2005 à Jérusalem, est une archéologue israélienne, dont le livre de 1970 Ancient Pottery of the Holy Land: From Its Beginnings in the Neolithic Period to the End of the Iron Age est une référence pour l'archéologie, et plus particulièrement les archéologues travaillant en Israël. 
Elle a reçu le Prix Israël en 1982 pour ses apports à l'archéologie et à l'histoire d'Israël.

## Publications
- 1964 : Arad: A Biblichal City in Southern Palestine
- 1970 : Ancient pottery of the Holy Land. From its beginnings in the neolithic period to the end of the iron age
- 1978 : Early Arad. The Chalcolitic Settlement and Early Bronze City